# Horizont van Berg en Terblijt

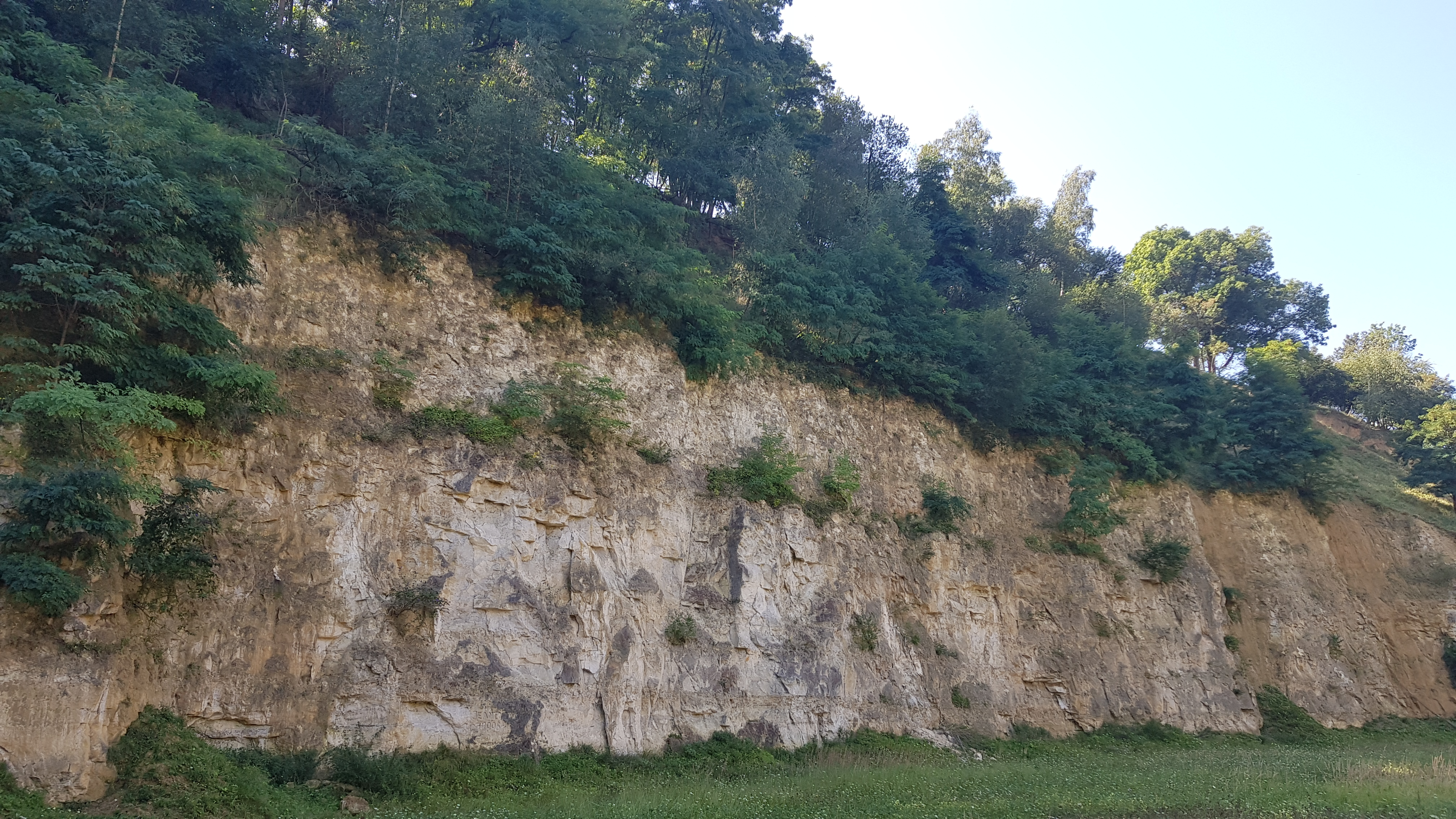
KP-grens in de wand van de Curfsgroeve ter hoogte van de begroeiing

De Horizont van Berg en Terblijt is een dunne laag in de ondergrond van het zuidwesten van het Nederlandse Zuid-Limburg en aangrenzend België. De horizont is onderdeel van de Formatie van Maastricht en stamt uit het laatste deel van het Krijt (het Maastrichtien, ongeveer 68 miljoen jaar geleden).
De horizont is vernoemd naar Berg en Terblijt.

## Stratigrafie
De horizont ligt in het bovenste deel van de Kalksteen van Meerssen in het bovenste deel van de Formatie van Maastricht. De horizont is een markeerhorizont en vormt de Krijt-Paleogeengrens. Tevens vormt het de grens tussen het Maastrichtien en het Danien, tussen het Boven-Krijt en het Paleoceen, tussen het Krijt en het Paleogeen, tussen het Krijt en het Tertiair en tussen het Mesozoïcum en het Cenozoïcum.
Tot 1992 werd de Horizont van Vroenhoven gezien als de Krijt-Paleogeengrens.

## Gebied
De horizont is alleen potentieel aanwezig in het gebied waar de Kalksteen van Meerssen in de Formatie van Maastricht voorkomt. Echter zijn er maar weinig plekken waar dit het geval is en die liggen allemaal in de omgeving van Geulhem. Bekende plaatsen waar deze horizont aangetroffen is zijn de Curfsgroeve, in de Geulhemmergroeve en in de kalksteenwand boven de Groeve in de Dolekamer. In Vlaanderen is de horizont nog niet aangetroffen en ontbreekt deze overgangslaag.

## Kalksteen
In de typelocatie van de Kalksteen van Meerssen, de Curfsgroeve, heeft de kalksteen een dikte van ongeveer 15 meter. Aan de top wordt dit kalksteenpakket begrensd door de Horizont van Vroenhoven. Ongeveer twee tot maximaal 3,5 meter onder de top van de kalksteen en de Horizont van Vroenhoven bevindt zich de Horizont van Berg en Terblijt. De horizont zou zijn ontstaan door een meteorietinslag in Yucatán, een milieuramp die wereldwijd haar effect had. Met de bestudering van de Geulhemmergroeve heeft men kunnen vaststellen dat er eerst een ondiepe warme (sub)tropische zee was waarin er gemiddeld iedere 100 jaar een centimeter werd afgezet. Vervolgens ontstond er een harde kalksteenbank die varieert in dikte, de Horizont van Berg en Terblijt, omdat de sedimentatie afnam en/of door daling van de zeespiegel. De horizont vormde toen de bodem van de zee, omdat er in de kalksteenbank graafgangen van kreeftachtigen zijn gevonden die later opgevuld zijn met grove kwartskorrels en glauconiet. jaren na de meteorietinslag warmt het weer op en wordt er in een tropische zee weer sediment afgezet.
In de Geulhemmergroeve vormt de Horizont van Berg en Terblijt de bovenzijde van de ontginning die hier door blokbrekers heeft plaatsgevonden. Door de aanwezige klei is het onbruikbaar als bouwmateriaal, zodat blokbrekers deze laag meden en eronder bleven. Op bepaalde plaatsen is de kleilaag dikker en daar is in de groeve het plafond ingestort.